# Wietwica (rejon lelczycki)
Wietwica (biał. Ветвіца, Wietwica; ros. Ветвица, Wietwica) – wieś na Białorusi, w obwodzie homelskim, w rejonie lelczyckim, w sielsowiecie Udarnaje.

## Warunki naturalne
Wieś położona wśród dużego kompleksu leśno-bagiennego, przy granicy Prypeckiego Parku Narodowego.

## Historia
W XIX i w początkach XX w. położona była w Rosji, w guberni mińskiej, w powiecie mozyrskim, w gminie Lelczyce.
Po I wojnie światowej pod administracją polską, w Zarządzie Cywilnym Ziem Wschodnich, w okręgu brzeskim, w powiecie mozyrskim, w gminie Lelczyce.
W wyniku postanowień traktatu ryskiego znalazła się w granicach Związku Sowieckiego. Od 1991 w niepodległej Białorusi.